# Guglielmo di Parigi
Guglielmo di Parigi, noto anche come Guglielmo di Æbelholt, Guglielmo di Paraclete e Guglielmo di Eskilsø (Parigi, 1125 circa – Danimarca, 1203), è stato un religioso francese, appartenente ai canonici regolari, attivo in Danimarca.

## Biografia
Venne educato da suo zio Ugo, 42º abate di Saint-Germain-des-Prés a Parigi, e ordinato suddiacono, ricevendo una prebenda nella chiesa dell'abbazia di Sainte-Geneviève.  Guglielmo pensò di entrare in un ordine più rigoroso (in un monastero cluniacense o cistercense), ma, ancora in giovane età, finì col decidere di rimanere a Sainte-Geneviève. Secondo le fonti agiografiche, la sua vita esemplare, non andava a genio ai suoi compagni canonici, che cercarono di liberarsi della sua presenza, e persino impedirono, a mezzo di calunnia, la sua ordinazione al diaconato dal vescovo di Parigi. Guglielmo ottenne l'ordinazione da parte del vescovo di Senlis per intercessione dello zio, e venne presentato poco dopo dai canonici al piccolo convento di Épinay.
Nel 1148, per ordine di papa Eugenio III, i canonici di Sainte-Geneviève vennero sostituiti da quelli di St. Victor, il cui priore, Odo, era stato eletto abate di Sainte-Geneviève. Guglielmo, subito dopo, si unì alla nuova comunità e divenne sub-priore. In questa posizione mostrò grande zelo per la vita religiosa, e una volta si oppose all'ingresso di un nuovo priore, che aveva ottenuto la sua posizione in maniera irregolare. Per questo fu punito dall'abate Garin, successore di Odo, ma la sua azione fu infine, sostenuta da Papa Alessandro III. Tali azioni apparentemente misero Guglielmo in contrasto con il suo abate, che lo sottopose ad una disciplina umiliante, della quale Guglielmo si lamentò con il papa.

## Opera in Danimarca
Nel 1161 Absalon, vescovo di Roskilde (e successivamente arcivescovo di Lund) in Danimarca, inviò a Parigi il prevosto della sua cattedrale (quasi sicuramente lo storico danese Saxo Grammaticus) allo scopo di ottenere un canonico che riformasse la canonica di St. Thomas a Eskilsø. Si dice che Absalon e Guglielmo avessero instaurato una grande amicizia quando il primo studiava presso le scuole di Parigi. Nel 1165 Guglielmo si recò in Danimarca con tre confratelli, e divenne abate di quel convento. La Danimarca era una destinazione sgradita agli uomini di chiesa francesi. Ribadendo i temi della storia delle missioni cristiane altomedievali, Guglielmo e i suoi confratelli erano spaventati dalla cultura e dalla lingua della loro nuova casa, e i canonici giunti con il nuovo abate ben presto lo abbandonarono per tornare in Francia, permesso che fu negato a Guglielmo.
Tuttavia, nonostante le difficoltà derivanti dalla povertà e dall'opposizione della comunità, riformò il monastero e nel 1176 si trasferì all'Abbazia di Æbelholt, dedicata al Paraclito, a Sjælland (ora regione di Hovedstaden), vicino all'attuale città di Hillerød. Come abate, Guglielmo si adoperò per istituire le norme di disciplina religiosa che emergevano dai centri di riforma nelle zone centrali della cristianità latina. Fra queste, una rigorosa insistenza sulla clausura. Operò anche per stabilire legami più stretti tra le istituzioni ecclesiastiche danesi analogamente impegnate nel rigore ecclesiastico. Tra queste, le altre comunità della tradizione agostiniana (ad esempio  Vestervig), ma estesa anche alle case cistercensi, in particolare ai monaci della vicina abbazia di Esrum.
Guglielmo continuò a fungere da intermediario tra la Danimarca e la Francia. Ebbe probabilmente un ruolo nell'invio a Sainte-Geneviève, per un periodo di studi, di Peder Sunesen, parente di Absalin che poi gli subentrò come vescovo di Roskilde nel 1192. Peder continuò a godere di un rapporto molto stretto con Guglielmo dopo il suo ritorno in Danimarca.
Da nessuna parte risulta il ruolo di Guglielmo come tramite tra la società gallica e quella danese se non nel "caso Ingeborg". Mediando apparentemente fra il re Canuto VI di Danimarca e Absalon, Guglielmo intervenne nel caso di Filippo II di Francia di Francia, che stava tentando di ripudiare la moglie Ingeborg (1175-1236), figlia di Valdemaro I di Danimarca. Fu in questa occasione che compilò una genealogia dei re danesi, destinata a confutare l'impedimento della presunta consanguineità tra Ingeborg e Filippo.

## Morte e canonizzazione
Secondo il Vita scritto per sostenere la sua candidatura alla santità, Guglielmo morì la domenica di Pasqua del 1202, anche se l'anno effettivo era il 1203. Numerosi miracoli sono stati segnalati sulla sua tomba, e nel 1218 l'arcivescovo Anders Sunesen di Lund chiese che papa Onorio III nominasse una commissione locale per indagare sulle richieste di santità di Guglielmo. La relazione della commissione venne presumibilmente inviata a Roma, dove la richiesta languì per qualche tempo. Poi, nel gennaio del 1224, Guglielmo venne canonizzato da Onorio, che agì dietro ulteriori informazioni fornite dal cardinale Gregorius de Crescentio, da poco tornato da una legazione pontificia in Danimarca. Fu costruita una nuova chiesa all'abbazia di Æbelholt e le spoglie di Guglielmo vi vennero trasferite nel 1238.

## Fonti sulla vita di Guglielmo
Guglielmo di Parigi fu il soggetto di Vita et miracula, scritto quasi certamente in occasione del suo processo di canonizzazione. Venne stampato successivamente da M.C. Gertz, ed., Vitae Sanctorum Danorum (Copenaghen, 1908–12), pp. 285–369. Gertz incluse nell'edizione un breve trattato, presumibilmente scritto da Guglielmo, sull'autenticità delle reliquie di Santa Genoveffa (pp. 378–82). La genealogia dei re danesi, scritta da Guglielmo, è stata edita da M.C. Gertz, ed., Scriptores Miniores Historiae Danicae Medii Aevi, vol. 1 (Copenaghen, 1970; ristampa Copenaghen, 1917–18), pp. 176–85. Guglielmo lasciò anche un nutrito epistolario,  pubblicato di recente nella Diplomatarium Danicum, vol. 3, pt. 2, ed. C.A. Christensen, Herluf Nielsen, e Lauritz Weibull (Copenaghen, 1977). Ulteriori prove possono essere trovate nelle carte che si occupano di Æbelholt (per lo più trasmesse attraverso gli archivi dell'abbazia di Æbelholt e della sua vicina più prossima, Esrum).